# Tumidifrontia roseitincta
Tumidifrontia roseitincta är en fjärilsart som beskrevs av George Francis Hampson 1918. Tumidifrontia roseitincta ingår i släktet Tumidifrontia och familjen nattflyn. Inga underarter finns listade i Catalogue of Life.